# Pascal Baeumler
Pour les articles homonymes, voir Baeumler.
Pascal Baeumler est un réalisateur français né le 25 août 1954 à Nancy.

## Biographie
Au cours de sa carrière cinématographique, autodidacte, Pascal Baeumler a occupé divers postes - dont celui d'assistant de Claude Berri - avant de réaliser deux longs métrages.

## Filmographie
- 1988 : L'Ombre du fou
- 2000 : Retour à la vie
- 2007 : Little Gang (court métrage)